# Got to Get You into My Life
"Got to Get You into My Life" là ca khúc của ban nhạc The Beatles, lần đầu ra mắt trong album Revolver phát hành năm 1966. Ca khúc được sáng tác bởi Paul McCartney, song được ghi cho Lennon-McCartney. Ca khúc mang nhiều âm hưởng của Motown với nhiều màu sắc của dàn hơi, trong khi ca từ lại gián tiếp nhắc tới những trải nghiệm cùng ma túy. Bản hát lại của Cliff Bennett and the Rebel Rousers sau đó có được vị trí 6 tại Anh vào năm 1966. Ca khúc được phát hành vào năm 1976 tại Mỹ dưới dạng đĩa đơn thuộc album Rock 'n' Roll Music, 6 năm sau khi ban nhạc tan rã. Ca khúc này có được vị trí số 7 tại Billboard Hot 100, trở thành ca khúc cuối cùng của The Beatles đạt top 10 tại đây cho tới ca khúc "Free as a Bird" (1995).

## Xếp hạng
| Bảng xếp hạng (1976) | Vị trí cao nhất |
| -------------------- | --------------- |
| US Billboard Hot 100 | 7               |

## Thành phần tham gia sản xuất
- Paul McCartney – ghi đè, hát, bass.
- John Lennon – guitar nền, organ.
- George Harrison – guitar lead.
- Ringo Starr – trống, sắc-xô.
- Eddie Thornton, Ian Hamer, Les Condon – trumpet.
- Alan Branscombe, Peter Coe – tenor saxophone.

Theo Ian MacDonald; MacDonald không rõ liệu Lennon chơi guitar nền ở đoạn nào.